# Bubopsis eatoni
Bubopsis eatoni är en insektsart som beskrevs av Robert McLachlan 1898.
Bubopsis eatoni ingår i släktet Bubopsis och familjen fjärilsländor. Inga underarter finns listade i Catalogue of Life.